# До завтра (фильм, 1929)
«До завтра» — советская чёрно-белая немая кинодрама 1929 года. Другие названия — «Белый омут» и «Отец». Вышел на экраны 20 августа 1929 г.

## Сюжет
Действие фильма происходит в Западной Белоруссии, входившей в 20-е годы в состав Польши. Дети белорусов учатся в специальной гимназии, при которой имеется приют для детей-сирот. Начальница приюта Боверда обворовывает своих подопечных, присваивая присылаемую им благотворительную помощь. Неудивительно, что гимназисты проявляют интерес к жизни в Советской Беларуси, читая советские газеты. Сын начальницы приюта Борис, который также учится в этой гимназии, доносит на ученика старших классов Язэпа Шумейко. Его арестовывают за распространение нелегальной литературы. В ответ гимназисты объявляют бойкот Борису. Тот, заявив, что «в вашей хамской гимназии я учиться не буду», уходит служить в полицию.
Подруга Язэпа Лиза Малевич пытается отправить своему другу в тюрьму передачу. Узнав об этом администрация гимназии выгоняет её. Девушка нанимается на работу в мясную лавку пани Пухальской. Хозяйка срывает приколотые Лизой к стене фотографии Купалы, Коласа, Чарота и других белорусских писателей со словами «Чтоб у меня в доме этих хамов не было!». Позже Лиза, защищаясь от мужа Пухальской, бывшего русского князя Куракина, пытающегося изнасиловать девушку, убивает его. Полиция обнаруживает в её вещах литературу, оставленную на хранение выпущенным за отсутствием улик Язэпом. После этого Лизу обвиняют в политическом убийстве, совершенном якобы по указанию Москвы и, несмотря на несовершеннолетний возраст, приговаривают к каторжным работам. Во время суда Язэп и сочувствующие Лизе гимназисты разбрасывают в зале листовки «Долой фашистский суд!» и проводят демонстрацию протеста. Одним из полицейских охранявших здание суда был Борис. Язэп, переодевшись в полицейскую форму, отобранную у Бориса, с помощью товарищей освобождает Лизу.
В результате всех этих событий власти принимают решение закрыть до особого распоряжения белорусскую гимназию. После этого Язэп, Лиза и присоединившийся к ним гимназист Казик решают уйти в СССР. Покидая родные места они говорят «До завтра!», намекая, что намерены со временем вернуться.

## В ролях
| Актёр                | Роль                                              |
| -------------------- | ------------------------------------------------- |
| Георгий Самойлов     | ученик старших классов Язэп Шумейко               |
| Роза Свердлова       | подруга Язэпа Лиза Малевич                        |
| Клавдия Чебышёва     | начальница приюта Анна Боверда                    |
| Николай Прозоровский | сын начальницы приюта Борис                       |
| Николай Витовтов     | бывший русский князь, муж пани Пухальской Куракин |
| Леонид Данилов       | друг Язэпа Казик                                  |
| Иван Худолеев        | судья                                             |
| Константин Тыртов    | торгпред                                          |

## Съёмочная группа
- Режиссёры и сценаристы — Юрий Тарич и Иосиф Бахар
- Художник: Михаил Литвак
- Помощники режиссёра: Василий Чудаков и Ян Джаско
- Операторы — Наум Наумов-Страж и Давид Шлюглейт
- Ассистент режиссёра: Владимир Корш-Саблин